# 鳳山鎮南宮
鳳山鎮南宮，全稱財團法人鳳山鎮南宮仙公廟，俗稱鳳山仙公廟，廟址為臺灣高雄市鳳山區和興街189號，主祀道教全真派祖師孚佑帝君。

## 簡史
清乾隆五十三年（西元1788年）鳳山縣新城建後，鄉民於城南郊外「道爺廍」結庵奉祀道教八仙中的呂純陽祖師（俗稱呂仙公）、李鐵拐真人，與農業之神五穀先帝，以求平安與農業發展，時稱「仙公廟」（主祀呂仙公）、「道爺廍廟」（簡稱「道爺廟」）、或者「三仙廟」（奉祀呂仙公、鐵拐真人、五穀先帝），因靈跡頗聞，又居縣城往前鎮之交通要道，往來官民商賈莫不參拜，香火鼎盛。
1957年，鄉中士紳以廟貌頹萎，募鳩全臺良匠重修，1961年竣工，歷時四載。正名為鳳山鎮南宮仙公廟。1967年增添文聖殿與武聖殿，崇奉孔夫子、關帝君文武二聖，又開拓五門，展闊器度。1992年又奉呂祖師神諭，建玉皇殿、斗姥殿。2003年整修九龍池、金爐、拜庭，廟貌巍峨，工藝精美。廟外週圍十餘甲之公園，亦由鎮南宮維護管理，是稱八仙公園。

## 祀神
- 正殿：孚佑帝君 呂仙祖（配祀 柳星君、王天君）、神農大帝 、李鐵拐、九天玄女、虎爺、中壇元帥、註生娘娘、福德正神、倉頡帝君。

- 文殿：至聖先師（孔子）、文昌帝君（梓潼帝君）、大魁夫子（魁星爺）。

- 武殿：關聖帝君（配祀 關平太子、周倉將軍）、孚佑帝君、太白星君。

- 地藏殿：地藏王菩薩。

- 太歲殿：太歲星君。

- 斗姥辰宮（後殿二樓）：圓明斗姥大天尊（配祀 妙梵天尊、玉梵天尊 ）、白玉呂仙祖、觀音菩薩、春星君、夏星君、秋星君、冬星君。

- 靈霄寶殿（後殿三樓）：玉皇上帝、南斗星君、北斗星君、太陽星君、太陰星君、三官大帝。孚佑帝君、關聖帝君、太白星君、張天師、李天王、王元帥、趙元帥。